# Le Chevalier de Paris

Le Chevalier de Paris (sous-titré Ah ! Les Pommiers doux) est une courte chanson (2 min 03 sec) composée par Philippe-Gérard, avec des paroles d'Angèle Vannier. Cette chanson est déposée le 14 décembre 1949 à la SACEM, et sera édité en 1950 par Enoch et Cie.
Cette chanson est traduite en anglais par Johnny Mercer sous le titre (Ah, the Apple Trees) When the World Was Young.
Enregistré par Édith Piaf le 20 juin 1950, la chanson rencontre un vif succès à l'international (aux États-Unis) et reçoit en France le Grand Prix du disque en 1951. Cependant, la chanson ne sera rééditée qu'à de rares occasions dans des compilations de titres.

## Enregistrements
- Édith Piaf - Le Chevalier de Paris (1950)[5]
- Bing Crosby - enregistré à Los Angeles le 4 octobre 1951 avec l'orchestre de John Scott Trotter (en)[6]
- Peggy Lee - Black Coffee (en) (1953)[7]
- Dinah Shore - Moments Like These (1958)[8]
- Julie London - Sophisticated Lady (1962)
- Frank Sinatra - Point of No Return (en) (1962)
- Marlene Dietrich -  Die Welt war jung (1962)[9]
- Nat King Cole (1963)
- Aretha Franklin (1969)[10]
- Bob Dylan - Triplicate (2017)[11]